# Барген (Шаффхаузен)
Барген (нем. Bargen SH) — коммуна в Швейцарии, в кантоне Шаффхаузен.
Население составляет 236 человек (на 31 декабря 2006 года). Официальный код — 2931.

## Муниципальный портрет
Барген - политическая коммуна в кантоне Шаффхаузен. Это самый северный муниципалитет Швейцарии. Он состоит из деревни Барген (первоначально Нидербарген) и деревушки Обербарген.
Барген расположен на реке Дурах в верхней части долины Меришаузерталь на высоте 605 м над уровнем моря, где долина далее разветвляется на долину Хофталь и Мюлиталь. Две долины разделены рекой Нидер-Хенгст (746 м над уровнем моря) и примыкающей к ней рекой Хох-Хенгст на высоте 861 м над уровнем моря. самая высокая точка муниципалитета и пограничный пункт с Германия.
Долина Мюлите, расположенная южнее, не заселена и ограничена с юга рекой Баргемер Ранден (808,7 м над уровнем моря), через хребет которой проходит муниципальная граница с Мерисхаузеном. В долине Хофталь, расположенной на севере, находится усадьба Обербарген (694,6 м над уровнем моря), когда-то являвшаяся поселением, эквивалентным Нидербаргену.
На юго-востоке муниципалитета, в долине Мерисхаузерталь, на границе с Мерисхаузеном и Вихс-ам-Рандом (муниципалитет Тенген, Германия), находится так называемый Шлох (570 м над уровнем моря), дно между Баргемер-Ранден, Эбнет (734 м над уровнем моря) и Бол (786 м над уровнем моря).). Запутанные границы в Шлангене были расчищены в два захода, последний раз в 1967 году при строительстве автомагистрали A4. Соседними муниципалитетами Баргена являются Мерисхаузен на юге, Блумберг (район Шварцвальд-Баар) на западе и севере и Тенген (район Констанц) на востоке.

## Черный камень
В Баргене находится самый северный пограничный камень Швейцарии. Он носит номер 593. В народе этот пограничный камень называют Черным камнем. Отсюда ранее ссыльные или осужденные были депортированы властями Шаффхауза. Сегодня пешеходная тропа № 593 по северной оконечности Панорамной тропы Вандерланда Швейцария проходит мимо Шварцштайна.

## Герб муниципалитета Баргена
В желтом, с черным отвесом, увенчанный Шляпа Свободы с зеленым, красным и желтым пером на каждом.
Герб муниципалитета Барген впервые появляется на муниципальной печати 1805 года. Изображение шляпы Свободы над грузилом - типичный символ высочества эпохи гельветизма. Поскольку у населенного пункта не было герба до эпохи гельветизма, он сохранил его и после. В 1950 году герб, действующий сегодня, был официально признан муниципальным собранием.

## Досуг и культура
В Баргене и регионе есть отличные возможности для проведения досуга − например, можно прогуляться по живописным тропинкам и погрузиться в прекрасную природу Рандена, Хегау или Шварцвальда, пройти по руслу ручья, давшего название нашей долине, принять участие в одном из клубов или воспользоваться их предложениями. Узнайте больше о сообществе, истории и культуре.

## Церкви / Религия
Церковь Святого Мартина в Мерисхаузене примечательна своим прекрасным расположением над деревней ам-Херенберг. Церковь с приходским домом и кладбищем представляет собой отдельную постройку. Живописный ансамбль, уходящий корнями в средневековье, включает в себя известные горные церкви Шаффхаузен-Бюзинген, Нойнкирх, Халлау и Вильхинген.
|  |
|  |

## Ссылки

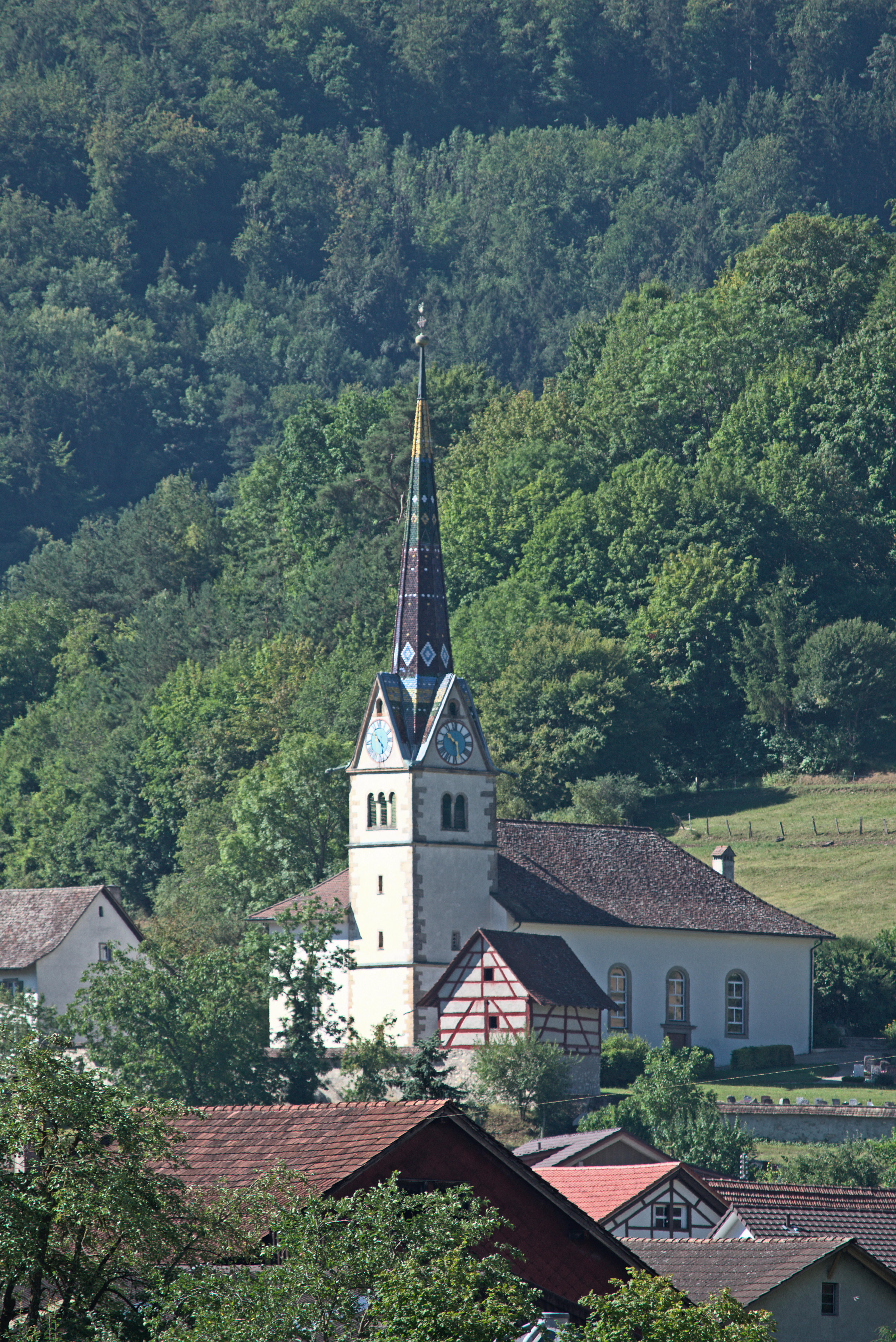
Евангелическая реформатская церковь Мерисхаузена